# Hiroji Kubota
Pour les articles homonymes, voir Kubota (homonymie).
Hiroji Kubota (久保田 博二, Kubota Hiroji, né en 1939) est un photographe japonais, membre de l'agence Magnum Photos, spécialisé dans la photographie de l'Extrême-Orient.
Né dans le quartier de Kanda (Tokyo) le 2 août 1939, Kubota étudie la science politique à l'université Waseda dont il est diplômé en 1962. En 1961, il rencontre les photographes René Burri, Elliott Erwitt et Burt Glinn de l'agence Magnum. Il étudie alors le journalisme et les relations internationales à l'université de Chicago, et devient assistant d'Erwitt et Cornell Capa, avant de se mettre à son compte en 1965.
Kubota photographie l'élection présidentielle américaine de 1968 puis les îles Ryūkyū avant leur restitution au Japon en 1972. Il photographie ensuite Saigon en 1975, la Corée du Nord en 1978, la Chine en 1979-1985 et les États-Unis en 1988-1992, des clichés qui se retrouvent dans des livres et des expositions.
Kubota remporte le prix Mainichi en 1980 et le « prix annuel » de l'édition 1981 des prix de la Société de photographie du Japon de la Société photographique du Japon en 1981. Trois de ses publications lui ont valu le premier prix Kodansha Culture Publishing en 1970 : Black People ainsi que des essais sur Calcutta et les îles Ryūkyū.

## Expositions de Kubota
- The President's People. Neikrug Gallery (New York), 1976[1].
- (静思のビルマ?). Salon Nikon (Tokyo), 1976[1].
- Daigan no nagare (大河の流れ?). Odakyu Department Store, 1976[1].
- Keirin mugen (桂林夢幻?). Matsuya (Ginza), 1982[1].
- On China. ICP (New York), 1982[1].
- Chūgoku mange (中国万華?). Matsuya (Ginza), 1986[1].
- Korea: Above the 38th Parallel. ICP (New York), 1986[1].
- Magnum en Chine Rencontres d'Arles, 1986.
- China. Tokyo Fuji Art Museum (Tokyo), 1991[2].
- From Sea to Shining Sea: A Portrait of America. Coruxoran Gallery of Art (Washington, D.C.), 1992[2].
- Out of the East: Recent Photographs of Asia. Equitable Gallery (New York), 1997[2].
- China: Fifty Years inside the People's Republic. Asia Society (New York), 1999-2000 [2].
- Can We Feed Ourselves? Asia Society (New York); School of Oriental and African Studies (London), 2001/2002[2].
- USA 1963-69 and Burma 1970-78. Photo Gallery International (Shibaura, Tokyo), 2009[5].

## Albums de Kubota
- Daigan no nagare: Chūgoku no fūdo to ningen (大河の流れ 中国の風土と人間?). Tokyo: PPS, 1980. (ja) Exhibition catalogue.
- Daigan no nagare: Chūgoku no fūdo to ningen (大河の流れ 中国の風土と人間?). Tokyo: Geibunsha, 1981. (ja)
- Keirin mugen (桂林夢幻?). Tokyo: Iwanani Shoten, 1982. (ja)
- Yūkyū no daichi Chūgoku: 5000-nen no rekishi o yuku (悠久の大地中国 5000年の歴史を行く?). Higashi Murayama: Kyōikusha, 1985.  (ISBN 4-315-50183-2). (ja)
- Kōzan senkyū (黄山仙境?). Tokyo : Iwanami Shoten, 1985.  (ISBN 4-00-008026-1). (ja)
- China. Hamburg: Hoffmann und Campe, 1985.  (ISBN 3-455-08258-0). (de)
- Chūgoku mange (中國万華?). Tokyo : PPS, 1986.  (ja) Catalogue d'exposition.
- Chūgoku mange (中国万華?). Tokyo : TBS Britannica, 1986.  (ISBN 4-484-86203-4). (ja)
- Chine. [Neuilly-sur-Seine] : [Ed. Hologramme], 1987. (fr)
- Zhongguo feng wu (中國風物). Hong Kong : San lian shu dian Xianggang fen dian, 1987.  (ISBN 962-04-0393-2). (zh)
- Chōsen 38-dosen no kita (朝鮮三十八度線の北?). Higashi Murayama : Kyōikusha, 1988.  (ISBN 4-315-50759-8). (ja)
- Chōsen meihō Hakutōsan Kongōsan (朝鮮名峰白頭山金剛山?). Tokyo : Iwanami Shoten, 1988.  (ISBN 4-00-008041-5). (ja)
- Chine: Photos de Hiroji Kubota. Paris: École nationale supérieure des beaux-arts, 1988. (fr)
- Pungnyŏk ŭi sanha: Kubotʻa Hiroji sajinjip: Paektusan, Kŭmgangsan (북녘의산하: 구보타히로지사진집: 백두산 금강산). Seoul: Hanʼgyŏre Sinmunsa, 1988. (ko)
- Shinpen keirin mugen (新編桂林夢幻?). Tokyo : Iwanami, 1990.  (ISBN 4-00-260046-7). (ja)
- Shinpen  Kōzan shinkyū ( (新編黄山仙境?). Tokyo : Iwanami Shoten, 1991.  (ISBN 4-00-260068-8). (ja)
- Haruka naru daichi Chūgoku (遥かなる大地中国?). Hachiōji: Tokyo Fuji Bijutsukan, 1991. (ja)
- Amerika no shōzō (アメリカの肖像?). Tokyo: Shūeisha, 1992.  (ISBN 4-08-532043-2). (ja)
- From Sea to Shining Sea : A Portrait of America. New York: Norton, 1992.  (ISBN 0-393-03410-0). (en)
- Amerika: ein Porträt. Hamburg: Hoffmann und Campe, 1992.  (ISBN 3-455-08454-0). (de)
- Ichiban tōi kuni: Kita Chōsen annai (いちばん遠い国・北朝鮮案内?). Tokyo: Takarajima, 1994 :  (ISBN 4-7966-0846-X). (ja)
- China. New York: Norton, 1995.  (ISBN 0-393-02243-9).
- Ajia to shokuryō (アジアと食料?) / Can We Feed Ourselves? Tokyo : Ie no Hikari Kyōkai, 1999.  (ISBN 4-259-54566-3). (ja) Les légendes précisent le lieu en japonais et en anglais, mais le texte explicatif est uniquement en japonais.
- Can We Feed Ourselves? A Focus on Asia. New York: Magnum, 1999.  (ISBN 0-914122-00-2). (en)
- Out of the East: Transition and Tradition in Asia. New York: Norton, 1999.  (ISBN 0-393-04088-7). (en)
- Japan. New York: Norton, 2005.  (ISBN 0-393-05843-3). (en)